# Larreategui

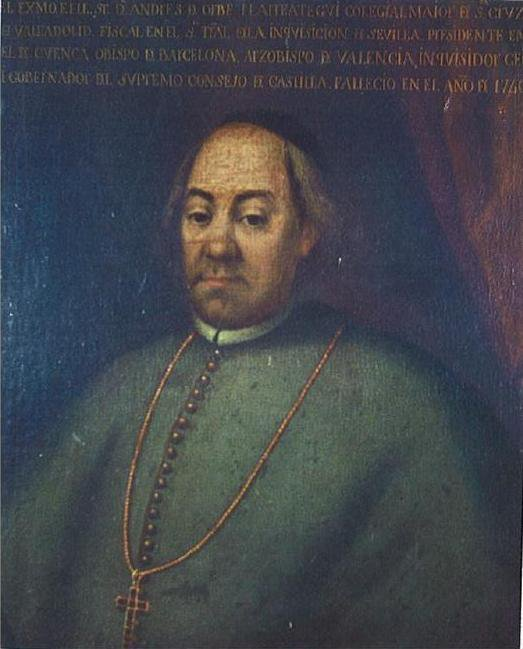
Andrés de Orbe y Larreategui, Großinquisitor

Larreategui ist ein baskischer Familienname, der in der Form von Larreátegui oder Reátegui vorkommt.

## Verbreitung des Nachnamens Larreátegui
Der Familienname Larreátegui findet sich gehäuft in Bilbao und Umgebung. Ebenso taucht er in Panama und Ecuador auf.

## Namensträger des Nachnamens Larreátegui
- Mauro de Larreátegui y Colón, O.S.B., Erzbischof von Guatemala (1703–1711).
- Andrés de Orbe y Larreategui, Erzbischof von Barcelona (1720–1725), Erzbischof von Valencia (1725–1736), Großinquisitor von Spanien (1733–1740).
- José Dionisio Larreátegui, Botaniker, publizierte über die Flora von Mexiko, seit dem späten 18. Jahrhundert.[1]

## Verbreitung des Nachnamens Reátegui
Der Familienname Reátegui ist in der nördlichen peruanischen Amazonas-Region weit verbreitet, insbesondere in der Gegend von Iquitos, Tarapoto, Moyobamba und Lamas. Er ist höchstwahrscheinlich vom baskischen Larreategui abgeleitet. In Peru wird mündlich berichtet, dass der erste Einwanderer dieses baskischen Namens, der in den peruanischen Amazonas-Urwald gelangte, vier Söhne hatte, José Reategui Pinedo, Issaias Reategui Pinedo, Senón Reategui Pinedo und Eliséo Reategui Pinedo, die jeweils in die Gegenden von Iquitos, Tarapoto, Moyobamba und Lamas zogen, und diese besiedelten.

## Namensträger des Nachnamens Reátegui
- Don Félix de la Rosa Reátegui y Gaviria gründete Santo Toribio de la Nueva Rioja am 22. September 1782, die heutige Stadt Rioja in der peruanischen Region San Martín.[5]
- Petra Reategui (* 1948), deutsche Schriftstellerin

### Namensträger des väterlichen Nachnamens Reátegui
- Anthony Reategui; professioneller Pokerspieler aus Chandler, Arizona, USA; er siegte 2005 und war 2006 zweitplatziert.
- Martín Reátegui; Fußballspieler im peruanischen Fußballclub Hijos de Acosvinchos, Lima seit 2010.
- Sandra Reátegui; Gewinnerin der Goldmedaille im 100- und 200-Meter-Sprint bei den südamerikanischen Athletik-Jugendmeisterschaften 1996 in Asunción, Paraguay und der Bronzemedaille im 200-Meter-Sprint 1998 in Córdoba, Argentinien.
- Segundo Roger Reátegui Chumbe; Bürgermeister des Distriktes Barranquita, Provinz Lamas, Region San Martín, Peru.
- Eduardo Reátegui Collazos; aktueller Bürgermeister des Distriktes Santa Rosa, Provinz Rodríguez de Mendoza, Region Amazonas, Peru.
- Rolando Reátegui Flores; (* 19. Mai 1959 in Tarapoto), peruanischer Unternehmer; Fujimorista Politiker und Kongressabgeordneter (2000–2001, 2011–2016).[6]
- Narciso Reátegui Rengifo; aktueller Bürgermeister des Distriktes Teniente Cesar Lopez Rojas, Provinz Alto Amazonas, Region Loreto, Peru.
- Javier Edmundo Reátegui Rosselló; (* 28. April 1944 in Lima), ein peruanischer Ökonom und Politiker, früherer Generalsekretär der politischen Partei Perú Posible, Absolvent der Jesuitenuniversität in Lima und Repräsentant für Peru in der Andengemeinschaft.
- Carlos E. Reátegui Trigoso; peruanischer Politiker, Kongressabgeordneter (1992–1995,[7] 1995–2000).[8]

### Namensträger des mütterlichen Nachnamens Reátegui
- Víctor Bustamante Reátegui; Oberbefehlshaber des peruanischen Heeres (2002).
- Wilson Chávez Reátegui; vormals Rektor der Universidad Nacional Mayor de San Marcos (1990–1995), Lima, Peru.
- Víctor Mardonio Del Castillo Reátegui; (* 19. Juni 1958 in Moyobamba), peruanischer Politiker, Mitglied der politischen Partei APRA, Bürgermeister von Moyobamba (2003–2006).[9]
- Arturo Maldonado Reátegui; peruanischer Politiker, Kongressabgeordneter (2001–2006).[10]
- Robinson Rivadeneyra Reátegui; (* 13. Juni 1960 in Iquitos), peruanischer Politiker; Kongressabgeordneter (2000–2001) und Regierungspräsident der Region Loreto (2003–2006).[11]
- Miguel Ángel Saldaña Reátegui; aktueller Bürgermeister des Distriktes Comas, Provinz Lima, Region Lima, Peru.

### In der Literatur
- Julio Reategui, Protagonist in Mario Vargas Llosas Roman Das grüne Haus